# لويس مونتي
لويس فيليب مونتي (بالإيطالية: Luis Felipe Monti)‏ (15 مايو 1901 – 9 سبتمبر 1983) لاعب كرة قدم أرجنتيني إيطالي تميز باللعب في مباراتين نهائيتين لكأس العالم مع منتخبين مختلفين . شارك مونتي أولا مع منتخب بلاده الأصلي الأرجنتين في نهائي 1930 والذي خسرها من منتخب الأوروغواي ثم شارك مع منتخب إيطاليا في نهائي 1934 الذي تغلبوا فيه على منتخب تشيكوسلوفاكيا 2-1 .
مونتي كان لاعب قاسي وغير مسئول ولكنه كان يتمتع بالمهارات الجيدة التي ساعدته كثيرا في التميز في مهارة الاستخلاص . كان يلعب في مركز الوسط المحوري المهاجم حسب الخطط القديمة والذي يوازي الوسط المدافع حسب الخطط الحالية . كانت مهمته الرئيسية مراقبة مهاجم الأوسط في حالة الدفاع ولكن في حالة الهجوم فإنه يتحول إلى صانع ألعاب .

## مسيرته في الأرجنتين
بدأ مونتي مسيرته الرياضية في نادي هوراكان سنة 1921 حيث حقق بطولة الدوري في موسمه الأول . في السنة التالية انتقل إلى نادي بوكا جونيورز ولكنه لم يشارك في أي مباراة . انتقل بعدها إلى نادي سان لورينزو حيث ساهم في تحقيق بطولة دوري الدرجة الممتازة 3 مرات .
تم استدعاء مونتي لتمثيل منتخب الأرجنتين للمرة الأولى في سنة 1924 . ساهم في تحقيق بطولة كأس أمريكا الجنوبية 1927 والميدالية الفضية في دورة الألعاب الأولمبية 1928 . سافر مونتي مع زملائه في منتخب الأرجنتين إلى الأوروغواي من أجل المشاركة في بطولة كأس العالم لكرة القدم 1930 حيث هزم منتخبات فرنسا ، المكسيك ، تشيلي ، و الولايات المتحدة حيث سجل مونتي هدفين . على الرغم من الشائعات حول أدائه الخشن في المباريات الأربع وأن النقاد رجحوا انتصارات منتخب الأرجنتين إليه بفضل وحشيته في الملعب إلا أنه قدم أداء هاديء في المباراة النهائية أمام منتخب الأوروغواي والتي خسرها الأرجنتينيون 2-4.

## مسيرته في إيطاليا
في سنة 1931 انتقل مونتي إلى نادي يوفنتوس الإيطالي . في بداية وجوده كان مونتي غير لائق بدنيا وزائد الوزن ولكن خلال شهر واحد استطاع أن يستعيد لياقته البدنية وأن يخفض وزنه بشكل كبير وأن يساهم في تتويج نادي يوفنتوس ببطولة الدرجة الأولى 4 مرات متتالية من 1932 إلى 1935 حيث شارك مونتي في 225 مباراة مسجلا 19 هدف .
بعد وصوله بسنة واحدة تم منحه الجنسية الإيطالية على أساس أن أصله يعوده إليها  وشارك مع منتخب إيطاليا في بطولة كأس العالم لكرة القدم 1934 وهزم منتخب تشيكوسلوفاكيا 2-1 في المباراة النهائية ليتوج بلقب البطولة .

## معركة هايبري
معركة هايبري مباراة أسطورية جمعت بين منتخب إيطاليا و منتخب إنجلترا في 14 نوفمبر 1934 على ملعب نادي آرسنال هايبري . في الدقيقة الثانية التحم مونتي مع مهاجم منتخب إنجلترا تيد دريك وتسبب هذا الأمر في كسر عظم قدمه مما أجبر منتخب إيطاليا على اللعب بعشرة لاعبين بسبب عدم وجود نظام تبديل اللاعبين في ذلك الوقت مما أدى إلى خسارتهم 2-3 . شارك بعدها مونتي في مباراتين آخريين مع منتخب إيطاليا .
في المجموع فإن مونتي لعب 16 مباراة دولية مسجلا 5 أهداف مع منتخب الأرجنتين من 1924 إلى 1931 بينما لعب 18 مباراة دولية مع منتخب إيطاليا مسجلا هدف واحد في الفترة من 1932 إلى 1936 . توفي في سنة 1983 عن عمر ناهز 82 سنة .

## البطولات

### الأندية
- هوراكان
  - دوري الدرجة الممتازة (1) : 1921
- سان لورينزو
  - دوري الدرجة الممتازة (3) : 1923 ، 1924 ، 1927
- يوفنتوس
  - دوري الدرجة الأولى (4) : 1931-1932 ، 1932-1933 ، 1933-1934 ، 1934-1935
  - كأس إيطاليا (1) : 1937-1938

### المنتخبات
- الأرجنتين
  - كأس أمريكا الجنوبية (1) : 1927
- إيطاليا
  - كأس العالم (1) : 1934